# Neriene fusca
Neriene fusca là một loài nhện trong họ Linyphiidae.
Loài này thuộc chi Neriene. Neriene fusca được Ryoji Oi miêu tả năm 1960.